# 欧氏平头鱼
欧氏平头鱼（学名：Alepocephalus owstoni）为黑头鱼科黑头鱼属的鱼类。分布于日本相模湾以南地区以及东海冲绳海槽等。该物种的模式产地在日本相模湾。
}}為深海魚類，分布於西北太平洋日本琉球海溝海域，棲息深度600-1000公尺，體長可達40公分，棲息在底層水域，生活習性不明。

## 扩展阅读
- Froese, R. & Pauly, D. (eds.) (2015). Alepocephalus owstoni. FishBase. Version 2015-08.